# José Sánchez Cerquero
José Sánchez Cerquero (San Fernando, 1784 - Cadis, 21 de novembre 1850) va ser un científic i astrònom espanyol, acadèmic de la Reial Acadèmia de Ciències Exactes, Físiques i Naturals.

## Obres
- Fórmulas nuevas en la aberración de los planetas (1828)
- Sobre el cálculo de eclipses sujetos a paralajes (1832)
- Sobre el problema de la latitud (1848)
- Elementos de cronología analítica (1853)